# Керол Шоу
Керол Шоу (нар. 1955) — одна з перших жінок-геймдизайнерок та програмісток в індустрії відеоігор. Найбільш відома створенням шутеру на Atari 2600 з вертикальною прокруткою — River Raid (1982) для Activision. Працювала в Atari, Inc. у 1978—1980 роках, де розробляла кілька ігор, зокрема 3-D Tic-Tac-Toe (1978) та Video Checkers (1980), обидві для платформи Atari 2600. Покинула розробку ігор у 1984 році та вийшла на пенсію в 1990 році.

## Раннє життя та освіта
Шоу народилася в 1955 році та виросла у Пало-Альто, Каліфорнія. Її батько був інженером-механіком і працював у Стенфордському лінійному прискорювальному центрі. В інтерв'ю 2011 року вона сказала, що їй не подобалося грати з ляльками в дитинстві, проте вона охоче вивчала модель залізниці, граючись братовим набором. Це стало її хобі, яким вона займалася до коледжу. Шоу вперше скористалася комп'ютером у середній школі та виявила, що може грати в текстові ігри в системі.
Навчалася в Каліфорнійському університеті (Берклі) та здобула бакалаврський ступінь з електротехніки та комп'ютерних наук у 1977 році. Магістратуру з комп'ютерних наук закінчила в Берклі.

## Кар'єра

### Atari
Керол Шоу почала працювати в Atari, Inc. у 1978 році над роботами для відеоігор Atari VCS (пізніше названим 2600) на посаді інженерки з мікропроцесорного програмного забезпечення. Її першим проєктом була гра Polo, промо одеколону Ralph Lauren. Гра досягла етапу прототипу, але Atari вирішила не публікувати її.

Першою опублікованою відеогрою Шоу була 3-D Tic-Tac-Toe для Atari 2600, що вийшла в 1978 році. Вона також написала код для Video Checkers (1980) і працювала ще на двох проєктах: порт аркадної відеогри Super Breakout разом з Ніком Тернером та Othello разом з Едом Логгом (1981). Її колега Майк Албау пізніше включив її до списку «суперзірок, про яких говорили найменше» Atari:
Я мав би включити Керол Шоу, яка була просто найкращим програмістом на 6502 і, мабуть, однією з найкращих програмістів узагалі.... зокрема [вона] зробила ядро [2600] — ту складну детальку, завдяки якій насправді з'являється зображення на екрані в ряді ігор, які здебільшого розробляли інші люди. З такими питаннями завжди йшли саме до неї.
Шоу працювала над кількома проєктами для 8-розрядних сімейств домашніх комп'ютерів Atari. Разом із Кітом Брустером вона написала довідник Atari BASIC. Розробила додаток Калькулятор, опублікований Atari на дискеті в 1979 році.

### Activision

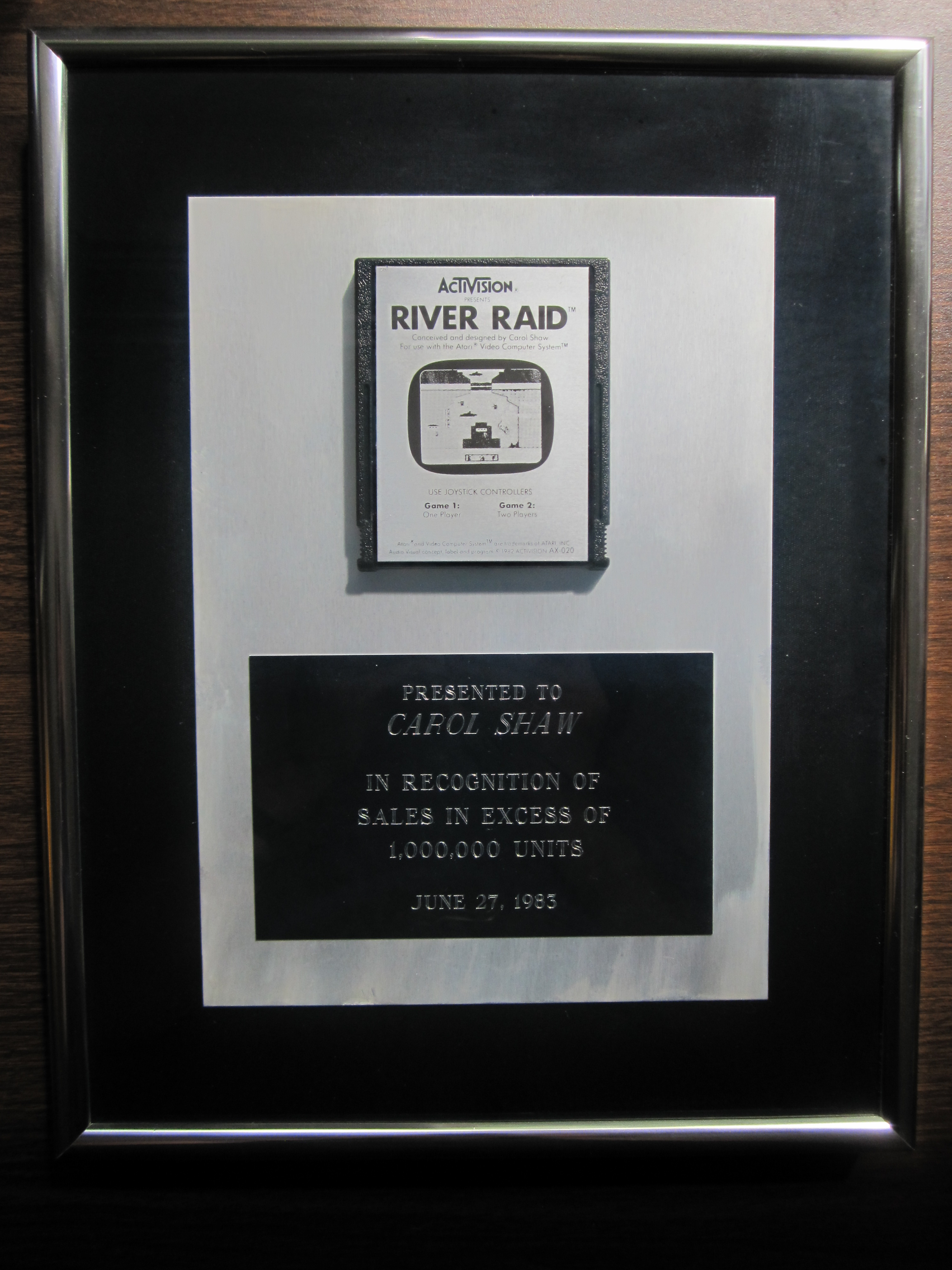
Платиновий картридж River Raid, отриманий 27 червня 1983 р., за продаж 1 000 000 одиниць

Шоу покинула Atari в 1980 році, щоб працювати в Tandem Computers. Шоу приєдналася до Activision у 1982 році. Її першою грою стала River Raid (1982) для Atari 2600, натхненна аркадою Scramble 1981 року. Гра стала головним хітом Activision та особисто прибутковою для Шоу.
Шоу також написала код для Happy Trails (1983) на платформу Intellivision і перенесла River Raid на 8-бітне сімейство Atari та Atari 5200. Вона покинула Activision у 1984 році.

### Після ігор
У 1984 році Шоу повернулася до свого колишнього роботодавця — Tandem Computers. Вона взяла достроковий вихід на пенсію в 1990 році, а згодом займалася волонтерством, зокрема працюючи в дослідницькій організації Foresight Institute. Вона вважає, що успіх River Raid був важливим фактором, який дозволив їй вийти на пенсію достроково.
З 1983 року Шоу живе в Каліфорнії, одружена з Ральфом Меркле, дослідником криптографії та нанотехнологій.
У 2017 році Шоу отримала нагороду Industry Icon Award на The Game Awards.

## Ігри
Atari 2600
- 3D Tic-Tac-Toe (Atari, 1978)[13]
- Othello (Atari, 1978) з Едом Логгом,[14]
- Video Checkers (Atari, 1980)[15]
- Super Breakout (Atari, 1981) з Ніком Тернером
- River Raid (Activision, 1982)[16]

Intellivision
- Happy Trails (Activision, 1983)

8-розрядне сімейство Atari
- Калькулятор (Atari, 1979)[10]
- River Raid (Activision, 1983) порт з 2600 на 8-бітні Atari та 5200

Невипущені
- Polo, Atari 2600 (Atari, 1978)[6]